# フー・マンチュー (バンド)
フー・マンチュー（Fu Manchu）は、オレンジカウンティ(南カリフォルニア)のストーナーロック・バンドである。カイアス、スリープと並び、ストーナーロック / デザートロックを代表するバンドである。

## 略歴
1985年、ケン・プッシ、スコット・ヒル、マーク・アブシャイアー、ルーベン・ロマーノの4人は、ハードコア・パンク・バンド「Virulence」を結成。1989年、デビューLP『If This Isn't a Dream...』をリリースした。1990にプッシが脱退しグレン・チヴェンズが加入。バンドはフー・マンチューに改名した。その後も度々メンバーチェンジを繰り返しながら、いくつかのシングルやEPをリリース。1994年にファースト・アルバム『No One Rides for Free』をインディ・レーベルから発表。つづくセカンド・アルバム『Daredevil』(1995年)のレコーディングを前にアブシャイアーが脱退し、ブラッド・デイヴィスが加入。
2014年、11枚目のアルバム『Gigantoid』を発表した。

## メンバー

### 現在のメンバー
- スコット・ヒル –  ギター、ボーカル (1985年– )
- ブラッド・デイヴィス – ベース、ボーカル (1994年– )
- ボブ・ボールチ – ギター、ボーカル (1996年– )
- スコット・リーダー – ドラム、ボーカル (2001年– )

## ディスコグラフィ

### アルバム
- No One Rides for Free (1994年、Bong Load Custom Records)
- Daredevil (1995年、Bong Load Custom Records)
- 『イン・サーチ・オブ』 - In Search Of... (1996年、Mammoth Records)
- 『アクション・イズ・ゴー』 - The Action is Go (1997年、Mammoth Records)
- Eatin' Dust (1999年、Man's Ruin Records)
- 『キング・オブ・ザ・ロード』 - King of the Road (2000年、Mammoth Records)
- 『カリフォルニア・クロッシング』 - California Crossing (2001年、Mammoth Records)
- Start the Machine (2004年、DRT Entertainment)
- We Must Obey (2007年、Liquor and Poker Music/Century Media Records)
- Signs of Infinite Power (2009年、Century Media Records)
- Gigantoid (2014年、At the Dojo Records)
- Clone of the Universe (2018年、At the Dojo Records)
- The Return of Tomorrow (2024年、At the Dojo Records)